# Pomořanské vévodství
Pomořanské vévodství (německy Herzogtum Pommern, polsky Księstwo Pomorskie) byl od 12. století do roku 1637 státní útvar na jižním pobřeží Baltského moře rozprostírající se na území Západních Pomořan. Samotné Pomořany jako region byly rozsáhlejší a rozprostíraly se na území mezi ústím Visly a ústím Odry. Rozděleny byly na dvě části: Západní Pomořany, které si ve formě Pomořanského vévodství zachovaly určitý stupeň samostatnosti, a Východní Pomořany neboli Pomoří, které byly už v rané době připojeny k Polsku. Název Pomořan neboli Pomořanska pochází ze staré slovanštiny a je odvozen od slova po more, naznačující přímořskou polohu země.

## Historie
Pomořanskému vévodství vládli vévodové z místní slovanské dynastie Gryfitů (Greifenů). Podobně jako čeští Přemyslovci, ani pomořanští vévodové si nedovedli udržet svou samostatnost navždy; krátce mezi lety 1122–1138 byli vazaly mocnějšího Polska, následně 1164–1181 Saska, ještě po kratší čas byli 1181–1185 připojeni ke Svaté říše římské, následně 1185–1227 se stali vazaly Dánska, a roku 1227 se znovu stali součástí Svaté říši římské (včetně období, kdy bylo Pomořansko podřízeno Braniborskému markrabství), což již takto zůstalo. Došlo také k rozdělení vévodství a vládci Pomořanska soupeřili jeden proti druhému.

### Počátky státu a dynastie

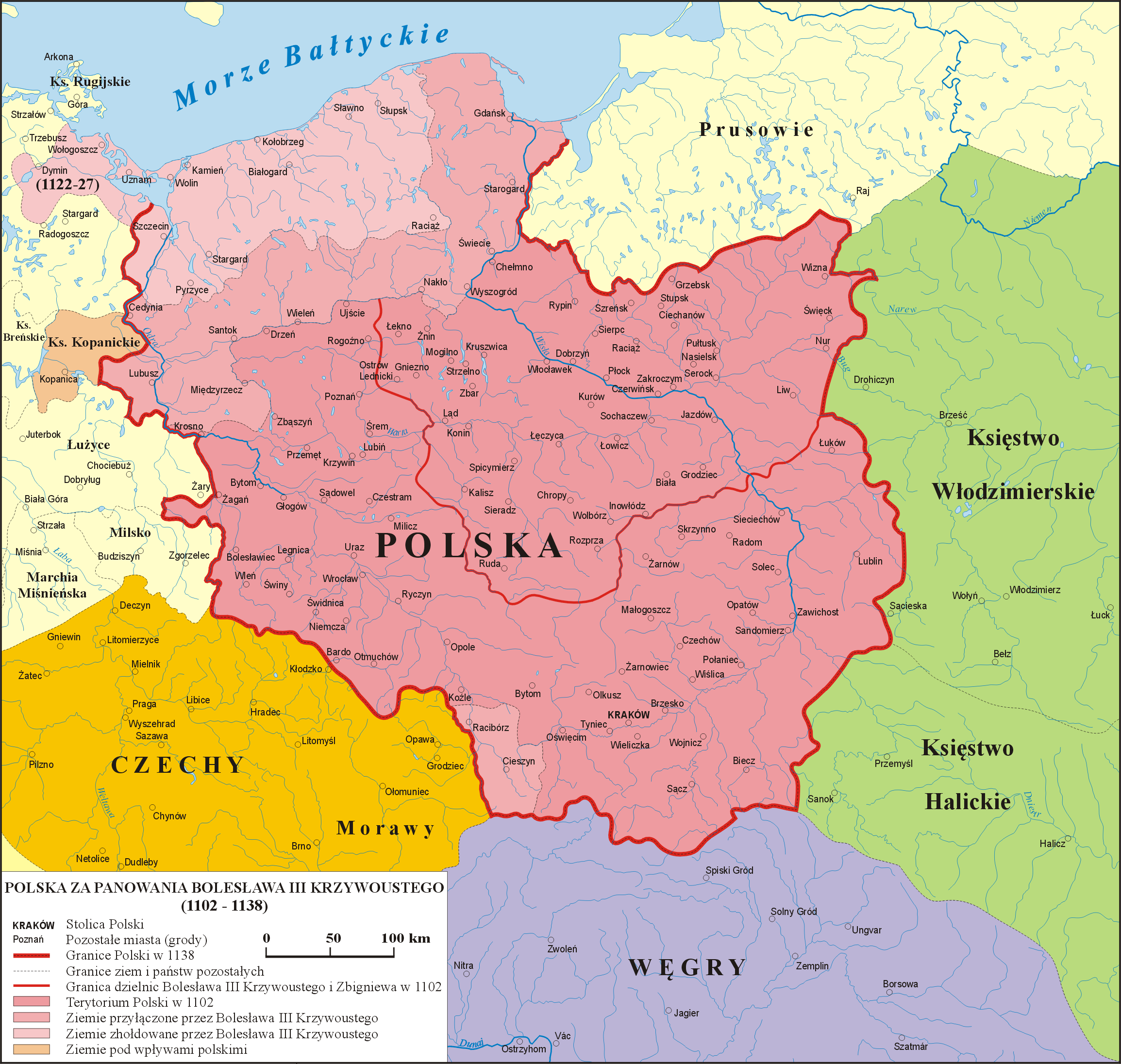
Polsko za vlády Boleslava III. Křivoústého

V 7. století bylo území osídleno západoslovanskými kmeny Pomořanů, kteří se zabývali obchodem a také pirátstvím. Významnými centry západoslovanských Pomořanů byly Wolin (Volyň) a Štětín. V druhé polovině 10. století byly připojeny k Polsku Měškem I. Za historického prapředka Greifenů se považuje Vartislav I. (Warcisław), který byl rodovým knížetem svázaným s hrady na řece Parsętě – Białogardem a Budzistowem. To jeho v letech 1120–1123 Boleslav III. Křivoústý učinil svým vazalem a jako léno mu nadal celé Západní Pomořansko. Po smrti Vartislava I. zřejmě v roce 1135 po něm trůn převzal jeho bratr Racibor I. Současný pomořanský vládce z dynastie Greifen – Boguslav I. započal sbližování dynastie s velkopolskými Piastovci, když se oženil s dcerou Měška III. Starého Anastázií. Musel čelit i nájezdům Dánů, kteří v další generaci učinili Greifeny svými leníky.
Na rozdíl od Východních Pomořan si západní Pomořany zachovaly určitý stupeň samostatnosti a několikrát se zcela osamostatnily. Stalo se tak po pádu polského krále Měška II., ale už za vlády Kazimíra I. byly znovu připojeny k Polsku. V pozdější době zase centrální vláda ztratila nad tímto územím kontrolu, ale Boleslav III. Křivoústý opět v Západních Pomořanech obnovil polskou svrchovanost (Greifenové složili polskému vládci lenní přísahu).
První křesťanské biskupství v Západních Pomořanech vytvořilo Polsko už v 11. století, ale šíření víry probíhalo pomalu. Pomořanská knížata přijala křesťanství teprve ve 12. století. Ve 13. století se prohloubilo politické rozdrobení Polska a následkem rostoucího saského tlaku se západopomořanské území stalo součástí Svaté říše římské. Během 13. a 14. století začíná vlivem německé kolonizace začíná germanizace obyvatelstva, která v 16. století zcela pohltila slovanské obyvatelstvo tohoto území. Potomky Pomořanů jsou Kašubové v dnešním Polsku.

### Osud sousedního Pomoří
Východní Pomořany neboli Pomoří se rozprostíraly na území mezi ústím řeky Visly a městem Lęborkem. Od 10. století byly součástí Polska. Po nadvládě Řádu německých rytířů (1308 až 1466) byly nazývány Královské Prusko a po prvním dělení Polska, kdy je získalo Prusko, Západní Prusy. Po první světové válce připadly s výjimkou Gdaňska Polsku, za nacistické okupace náležely pod přímou německou správou. Od roku 1945 jsou součástí Polska.

### Období pozdního středověku

Pomořanský Gryf byl rodovým znakem Greifenů a od něj pochází i jméno rodu

Po porážce Dánů v bitvě s Němci u Bornhöved v roce 1227 ztratili Dánové nadvládu v Baltu a Greifenové byli podle vůle císaře Fridricha II. Štaufského nuceni uznat závislost na braniborských markrabatech. V té době panoval velmi energický Barnim I., jemuž se podařilo odejmout část Braniborska a znovu sjednotit celé západní Pomořansko. Nemohl však po své smrti v roce 1295 zabránit jeho rozpadnutí na vévodství pomořansko-wolgatské (později tzv. Přední Pomořany) a pomořansko-štětínské (později Zadní Pomořany). V roce 1325 zdědili vévodové z Wolgastu (Volhošti) Rujanské knížectví. Další dělení a množství mužských členů rodů v 14. století způsobily že Wolgatské knížectví bylo děleno ještě několikrát. V roce 1331 štětínský kníže Barnim III. Veliký, chtěje se oddělit vlivu Braniborska, dal se pod ochranu papeže. Wolgatská knížata zase, aby pozvedli svou mezinárodní prestiž, začali hledat spojenectví u nově vzniklého Polského království Vladislava I. Lokýtka. Z Pomořansko-wolgastkého vévodství pocházela například Alžběta Pomořanská, jež se roku 1363 stala manželkou Karla IV.
Blízké kontakty s polskými králi z dynastie Piastovců měly za následek šanci na získání polského trůnu po smrti Kazimíra III. Velikého. Jeho designovaný nástupce Kazimír IV. zvaný Knížátko, jím byl jako vnuk polského monarchy adoptován a držel mnoho nadání, jež mu umožňovala konkurovat Anjouovcům a otevíraly mu reálné šance na získání uherské koruny po Ludvíku I. Velikém. Pozdější vývoj a dynastická politika tyto plány zhatily.

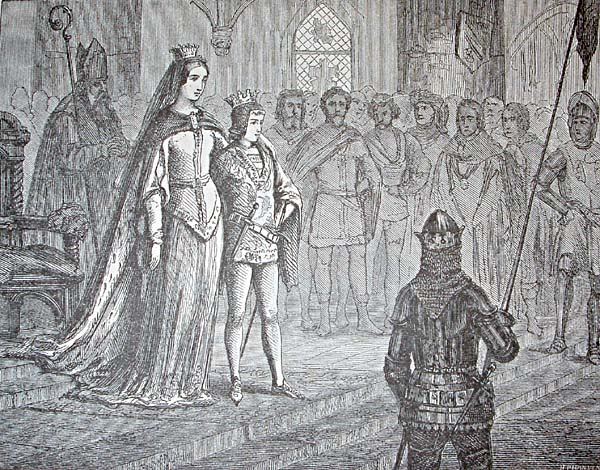
Korunovace mladičkého Erika VII. za vládce všech tří skandinávských zemí 17. června 1397 v Kalmaru. Romantická ilustrace z 19. století

Královskou korunu získal jiný Greifen, Erik VII. Pomořanský, který v roce 1397 usedl na třech trůnech, spojených v Kalmarské unii - na trůn Dánska, Norska a Švédska jako dědic a potomek po přeslici dánské dynastie Estridsenů (byl pravnukem posledního dánského krále z této dynastie, Valdemara Atterdaga, vnukem jeho starší dcery Ingeborg). Erikova vláda ve Skandinávii skončila neúspěšně, když byl v letech 1439–1442 sesazen s trůnů všech tří království.
V roce 1368 se vévodství pomořansko-štětínské rozpadlo na dvě části – na východě vzniklo knížectví slupské. V tomtéž století Greifenové participovali ve velké válce s Řádem německých rytířů. V roce 1390 slupský kníže Vartislav VII. (Warcisław VII.) složil lenní přísahu polskému králi a v následující válce mezi Polskem a Řádem německých rytířů jeho Slupské knížectví bojovalo na straně Polska, zatímco Pomořansko-štětínské vévodství bojovalo na straně Řádu. Jak linie wolgatská, tak linie štětínská lavírovaly mezi křižáky a polským králem Vladislavem II. Jagellonským, podporujíce politicky tu jednu, tu druhou stranu. Pomořanská vojska významně zpomalila pochod německých posil z Říše. V době Třináctileté války přinesly tyto diplomatické kličky knížeti Erikovi II. územní zisky ve Východním Pomořansku, v zemích Lauenburg a Bütow (Lęborsko-Bytowsko).
Ke konci 15. století visela nad dynastií hrozba vymření. V roce 1478 zemřel bez potomků rujanský a wolgatský kníže Vartislav X. Ještě předtím, v roce 1464, vyhasla knížetem Ottou III. štětínská větev. Jediným představitelem dynastie v mužské linii tak zůstal syn Erika II. kníže Boguslav X. Díky vztahům s polským královstvím a později se Svatou říší římskou se mu podařilo zabránit připojení Západního Pomořanska k Braniborsku. Provedl základní reformu majetkovou, administrativní i vojenskou a posílil pomořanský stát, vytvořil tak z něj jeden státní organismus. Dočkal se rovněž řady dětí, které zajistily trvání dynastie.

### Období renesance
Za Bohuslava X. Velikého došlo roku 1478 ke sjednocení Pomořan. Nástupci Bohuslava X., Barnim IX. Pobožný a Jiří I. Pomořanský podporovali hospodářský rozvoj vévodství. Po roku 1525 přes vyhlášení Wormského ediktu začali rovněž tolerovat luteránství. v roce 1534 se na sněmu v Trzebiatowu rozhodli přijmout luteránství jako závazní náboženství v Západním Pomořansku. Reformace měla následně vliv na dynastickou politiku i na zahraniční vztahy vévodství. Greifenové se zapojili do Šmalkaldské ligy a ženili se s členkami rodů Wettinů, Welfů a Hohenzollernů. Přestože vévodství leželo na okraji, významně se rozvíjelo jak hospodářsky, tak kulturně. Nevyhnuly se mu však hrůzy třicetileté války v první polovině 17. století.

### Konec dynastie

Znak z doby Boguslava X., po jeho reformě roku 1530.

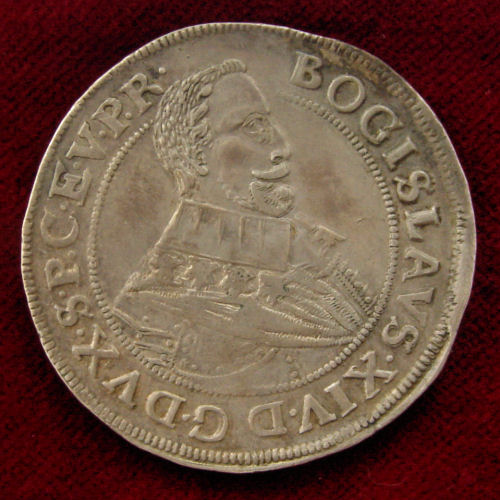
Vyobrazení posledního vévody Boguslava XIV. na minci

Ke konci 16. století začal rod vyhasínat. Vévoda Boguslav XIII. sice ještě měl syny, ale žádný z nich se již potomků nedočkal. Poslední mužský představitel Greifenů – Boguslav XIV. – musel ještě krátce před smrtí čelit okupaci Západního Pomořanska císařskými vojsky Albrechta z Valdštejna a později, nemaje šanci na úspěšný odpor, uznat protektorát Švédska. Boguslav XIV. zemřel v roce 1637, aniž reálně vládl ve svém panství. To podle dynastické smlouvy z Grimnitz z roku 1529 mělo připadnout Hohenzollernům. Bylo však rozděleno na dvě okupační pásma – švédské a braniborské.
Po vymření vévodského rodu roku 1637 a dále v důsledku vestfálského míru byly Pomořany rozděleny mezi Švédsko (Přední Pomořany) a Braniborsko (Zadní Pomořany). Poslední představitelka dynastie, dcera Boguslava XIII. Anna Pomořanská (Anna de Croy), zemřela v roce 1660. V roce 1815 se staly Pomořany součástí Pruska. Po druhé světové válce v roce 1945 připadly Zadní Pomořany Polsku.